# David Cortés Ruiz
David Ramón Cortés Ruiz (Arecibo, 23 dicembre 1981) è un ex cestista portoricano.

## Carriera
Con Porto Rico ha disputato i Campionati americani del 2005.